# Forever Young: The Ska Collection
Albums de Madness
Total Madness
(2009) Oui Oui Si Si Ja Ja Da Da
(2012)
Forever Young: The Ska Collection est une compilation de Madness, sortie le 2 avril 2012.
L'album s'est classé 99e au UK Albums Chart.

## Liste des titres
| No  | Titre                            | Durée |
| --- | -------------------------------- | ----- |
| 1.  | One Step Beyond                  | 2:19  |
| 2.  | Forever Young                    | 4:35  |
| 3.  | My Girl                          | 2:41  |
| 4.  | Baggy Trousers                   | 2:28  |
| 5.  | House of Fun                     | 2:47  |
| 6.  | Grey Day                         | 3:38  |
| 7.  | Tarzan's Nuts                    | 2:25  |
| 8.  | Don't Quote Me on That           | 4:33  |
| 9.  | Take It or Leave It              | 3:19  |
| 10. | Victoria Gardens                 | 4:33  |
| 11. | The Prince                       | 3:19  |
| 12. | Day on the Town                  | 3:22  |
| 13. | Dust Devil                       | 3:44  |
| 14. | In the Rain                      | 2:46  |
| 15. | Not Home Today                   | 2:44  |
| 16. | Prospects                        | 4:13  |
| 17. | In the City                      | 2:58  |
| 18. | Madness                          | 2:38  |
| 19. | Mistakes                         | 2:54  |
| 20. | The Communicator                 | 3:21  |
| 21. | Swan Lake                        | 3:28  |
| 22. | Night Boat to Cairo              | 3:25  |
| 23. | Vietnam                          | 4:15  |
| 24. | In the Hall of the Mountain King | 2:39  |